# Epidexipteryx hui
Epidexipteryx hui és el nom informal d'un gènere de dinosaure teròpode maniraptor que va viure a la fi del període Juràssic o a principis del Cretaci, en el que és avui el Jaç Daohugou, Mongòlia Interior, Xina, però encara no ha estat formalment descrit i es considera nomen nudum. El fòssil es troba a la col·lecció de l'Institut de Paleontologia de Vertebrats i Paleoantropologia de Pequín, catalogat amb el número IVPP V 15471. L'1 d'octubre de 2008, es va donar a conèixer un manuscrit preliminar, on s'inclou el nom Epidexipteryx, actualment en revisió per la revista Nature.